# Кросовер (сюжет)

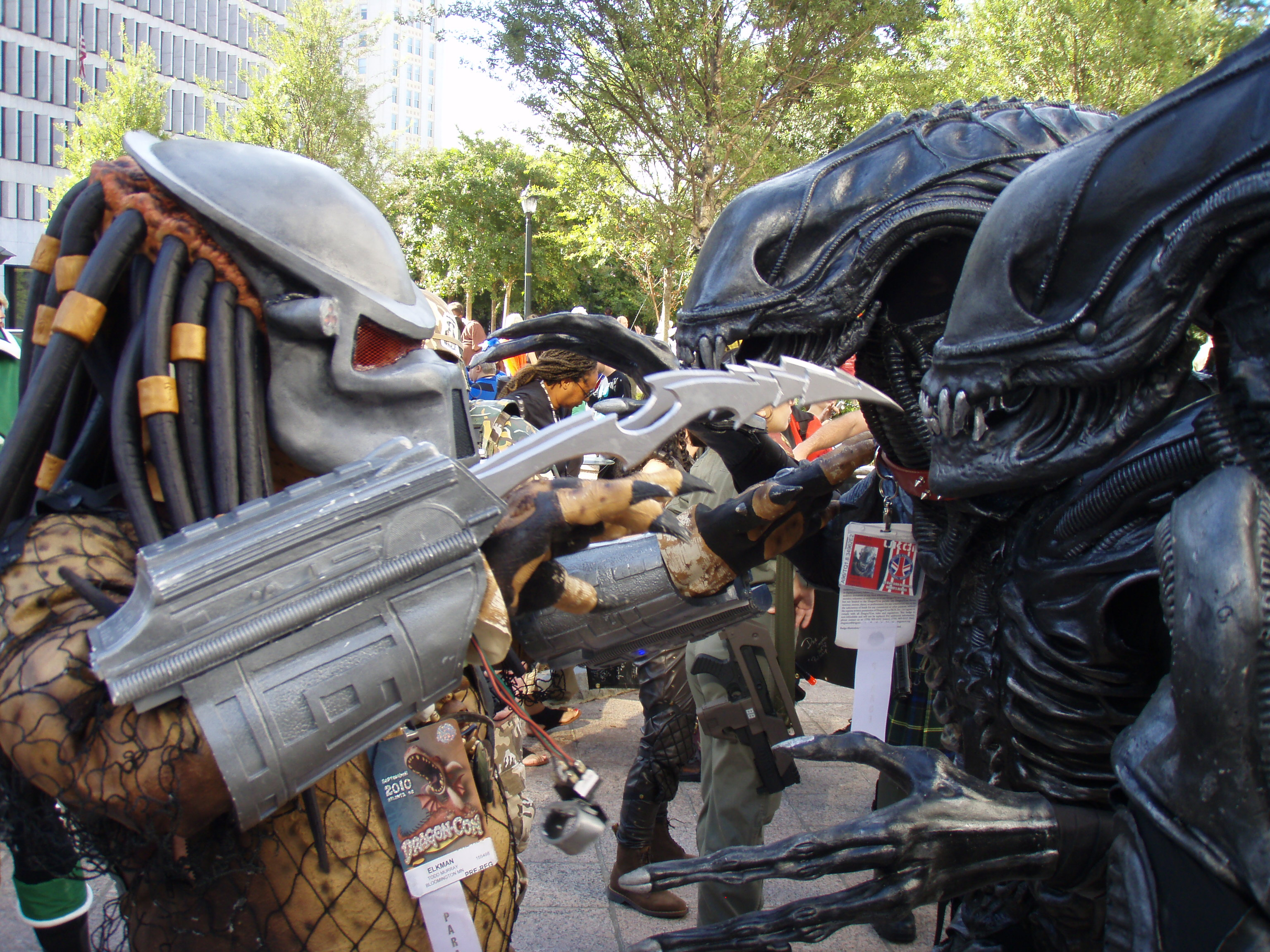
Персонажі фільму «Чужий проти Хижака» (2004)

Кросо́вер (від англ. (plot) crossover, «взаємодія (сюжетів)», (букв.) «перехрещення (сюжетів)»; скор. англ. xover) — художній твір або його окремий сюжет, в якому змішуються сюжетні елементи — персонажі, місця подій тощо — кількох інших незалежних творів. У ширшому розумінні, кросовер — це будь-яке об'єднання двох і більше незалежних «авторських всесвітів».
Не слід плутати кросовер зі спінофом, тобто побічним твором («відгалуженням»), в якому можуть брати участь герої основного твору.
Перший із відомих фільмів-кросоверів — «Frankenstein Meets the Wolf Man» 1943 року, в якому зустрічаються монстр Франкенштейна (із серії фільмів Universal Studios) та Перевертень (герой фільму 1941 року). Серед сучасних відомих кросоверів у фільмах — зустріч маніяків Фредді Крюгера із «Кошмару на вулиці В'язів» та Джейсона Вурхіза з «П'ятниці, 13» у фільмі-кросовері «Фредді проти Джейсона»; зустріч космічних монстрів у фільмі «Чужий проти Хижака», земних монстрів-велетнів — у фільмі «Кінг-Конг проти Ґодзілли», також перетин класичних персонажів-монстрів відбувається у фільмі «Ван Хелсінг» 2004. Ще збірка класичних літературних героїв відбувається у блокбастері «Ліга видатних джентльменів» 2003, потім спільні дії супергероїв кінематографічного Всесвіту Marvel «Месники» та видавництва DC «Ліга справедливості» тощо.
Кросовери, як художній метод, особливий розвиток отримали в коміксах, де часто зустрічаються персонажі різних серій одного вигаданого всесвіту (наприклад, Civil War від Marvel Comics та Infinite Crisis від DC Comics) або персонажі з різних вигаданих світів. Слідом за кросоверами-коміксами цей прийом перейшов до багатьох фільмів та телевізійних серіалів, знятих за мотивами супергеройських всесвітів, та творів інших жанрів.
Приклади кросоверів у телесеріалах:
- агент ФБР Сілі Бут та доктор Темперанс Бреннан із серіалу «Кістки» з'являються в епізоді телесеріалу «Сонна лощина»;[2]
- лікар Сьюзен Льюїс («Швидка допомога») — в епізоді 3.20 телесеріалу «Третя зміна»;[3]
- мультиплікаційна команда Скубі-Ду — в епізоді 13.16 телесеріалу «Надприродне»;[4]
- детективи із «Бруклін 9-9» — в епізоді 6.04 серіалу «Новенька».[5]

Прикладами кросоверів у відеоіграх є RoboCop vs Terminator (1993), Spider-Man and the X-Men: Arcade's Revenge (1992) та інші.
В англомовній літературознавчій термінології кросоверами іноді називають змішення жанрів: наприклад, фантастичний детектив або любовно-політичний роман.